# Gioan Baotixita Nguyễn Huy Bắc
Gioan Baotixita Nguyễn Huy Bắc (sinh năm 1967) là một giám mục Công giáo người Việt, hiện đang đảm nhận chức vụ Giám mục chính tòa Giáo phận Ban Mê Thuột. Ông là giám mục thứ năm đảm nhận cương vị này, từ khi giáo phận được chính thức thành lập vào năm 1967. Khẩu hiệu Giám mục của ông là Có Chúa cùng hoạt động.
Giám mục Nguyễn Huy Bắc, nguyên quán Hà Tĩnh, sinh tại Đắk Lắk năm 1967. Sau khi tu học tại Đại chủng viện Sao Biển, Nha Trang từ năm 1993 đến năm 1999, ông được truyền chức linh mục, thuộc linh mục đoàn giáo phận Ban Mê Thuột. Giai đoạn đầu tiên thời linh mục, ông đảm nhận vai trò phó và chính xứ Phước Long, cùng kiêm nhiệm quản lý nhiều giáo xứ và trung tâm Hành hương Đức Mẹ Thác Mơ.
Linh mục Bắc sau đó được cử đi du học tại Philippines từ năm 2010 đến năm 2014, tốt nghiệp hai văn bằng Thạc sĩ Truyền giáo và Thạc sĩ Huấn giáo. Trở về Việt Nam, ông đảm nhận nhiều vai trò: Giám đốc Trung tâm Mục vụ Giáo phận Ban Mê Thuột, thành viên Ban Tư vấn Giáo phận Ban Mê Thuột và là Trưởng ban Giáo lý giáo tỉnh Huế, Phó ban Giáo lý cấp toàn quốc, trực thuộc Hội đồng Giám mục Việt Nam.
Giáo hoàng Phanxicô bổ nhiệm Linh mục Nguyễn Huy Bắc giữ chức Giám mục chính tòa Giáo phận Ban Mê Thuột vào ngày 13 tháng 7 năm 2024, kết thúc hơn hai năm trống tòa của giáo phận này. Lễ tấn phong cho giám mục tân cử đã được cử hành vào ngày 22 tháng 8 năm 2024 tại Trung tâm Mục vụ Giáo phận Ban Mê Thuột.

## Thân thế
Gioan Baotixita Nguyễn Huy Bắc sinh ngày 15 tháng 10 năm 1967 tại thành phố Buôn Ma Thuột, tỉnh Đắk Lắk, thuộc giáo họ Antôn, giáo xứ Châu Sơn, giáo phận Ban Mê Thuột. Thân phụ là ông cố Phaolô Nguyễn Hữu Vinh (1934–2022), nguyên quán tại xã Sơn Châu, huyện Hương Sơn, tỉnh Hà Tĩnh, thuộc giáo xứ Đông Tràng, giáo phận Vinh (nay thuộc giáo phận Hà Tĩnh).(25:48) Thân mẫu là bà cố Mátta Trần Thị Mai (Linh)(25:42) (1940–2011), thuộc giáo xứ Thọ Ninh, giáo phận Vinh (nay thuộc Hà Tĩnh). Gia đình có chín người con: sáu gái và ba trai, trong đó cậu Bắc là người con thứ hai của hai ông bà. Tên đệm "Huy" được thân phụ chọn đặt theo tên đệm Giám mục Tiên khởi Ban Mê Thuột Phêrô Nguyễn Huy Mai. Ông có người cậu (anh của mẹ) là linh mục Phêrô Trần Đức Sâm (1930–1975), nguyên chánh xứ Giáo xứ Phước Long, và người chú (em của cha) là thầy giúp xứ Phaolô Nguyễn Văn Hoa, sinh năm 1936, tử nạn ngày 17 tháng 3 năm 1975.
Ngoài việc học hành, cậu Nguyễn Huy Bắc trở thành [một trong những] lao động chính trong gia đình, làm nông phụ giúp song thân nuôi dưỡng các người em của mình, trong khi tham gia sinh hoạt tại giáo xứ Châu Sơn trong tư cách một giáo lý viên nòng cốt của giáo xứ.(26:01)

## Thời kỳ tu học
Tại xứ nhà Châu Sơn, Nguyễn Huy Bắc từng đảm trách vai trò chăm sóc thiếu nhi, đặc trách mảng giáo lý của giáo xứ. Chính ông cho biết nhờ vai trò này mà ông đã mong muốn theo đuổi con đường tu trì để trở thành linh mục. Năm bảy tuổi, cậu Bắc đã nhận lời của người cậu là linh mục để theo chân ông [làm linh mục]. Trước biến cố năm 1975, cậu bé Bắc chưa bao giờ tham dự chủng viện, kể cả dự tu chủng viện Lê Bảo Tịnh. Thời kỳ cậu Bắc dự tu là thời kỳ Nhà nước Việt Nam xét duyệt lý lịch rất kỹ lưỡng, có khi gây khó cả cho các chủng sinh và các chú dự tu trước đó của chủng viện (khó lòng gia nhập khi chủng viện mở cửa). Cuối thập niên 1980, Giám mục Giáo phận Ban Mê Thuột thông cáo mời các thanh niên đã theo con đường tu trì trước biến cố năm 1975 và kể cả các thanh niên mong đi theo con đường này đăng ký làm chủng sinh chính thức của Giáo phận Ban Mê Thuột. Vì chủng viện chỉ được phép thu nhận 10 chủng sinh và 6 năm được tuyển sinh một lần, nhiều thanh niên rút lui khỏi dự định vì thời gian chờ đợi là 30 năm cho người mới quyết định tu trì.
Cậu Nguyễn Huy Bắc, ban ngày phụ việc nhà: làm rẫy, ép mía và tưới tiêu cà phê, ban đêm học thêm Anh ngữ tại thành phố. Đầu năm 1990, bề trên gọi về Tòa giám mục để học Đại chủng viện cách lén lút. Ba năm sau, giữa năm 1993, chủng viện được tuyển sinh hai năm một lần, chủng sinh "chui" Nguyễn Huy Bắc chính thức trở thành đại chủng sinh khóa II của Đại chủng viện, nhập học từ tháng 11 năm 1993. Chủng sinh Bắc tu học tại Đại chủng viện Sao Biển, Giáo phận Nha Trang cho đến năm 1999. Chủng sinh Bắc là nghĩa tử linh mục Augustinô Hoàng Đức Toàn(1:52:49) (sinh năm 1936, thụ phong linh mục 1969, hưu dưỡng tại Tòa giám mục Ban Mê Thuột).
Chủng sinh Bắc sau đó được truyền chức Phó tế ngay tại chủng viện trước khi trở về giáo phận Ban Mê Thuột vì lý do tuổi tác đã cao (cho chức linh mục). Chủng sinh Bắc được truyền chức Phó tế ngày 24 tháng 7 năm 1999, bởi Giám mục phó Giáo phận Nha Trang Phêrô Nguyễn Văn Nho, Giám đốc Đại chủng viện Sao Biển.
Khi ấy, linh mục Phaolô Võ Quốc Ngữ xin bề trên cho chủng sinh Bắc thực tập mục vụ tại vùng đất Phước Long, một vùng có địa thế xa xôi và là nơi linh mục cậu ruột Phêrô Trần Đức Sâm (quản xứ Phước Long) qua đời và mất tích thi thể, nhằm chuẩn bị làm linh mục phó Phước Long, hỗ trợ linh mục Ngữ. Trong cương vị Phó tế, Phó tế Bắc từng hỗ trợ mục vụ tại giáo xứ Long Điền, tuy giai đoạn này chỉ trong vòng 3 tháng và 23 ngày.

## Thời kỳ linh mục

### Thời kỳ tại Phước Long
Phó tế Nguyễn Huy Bắc được truyền chức linh mục vào ngày 1 tháng 3 năm 2000, bởi Giám mục Chủ phong Giuse Trịnh Chính Trực tại nhà thờ Chánh tòa Ban Mê Thuột. Tân linh mục thuộc linh mục đoàn giáo phận Ban Mê Thuột, là linh mục thứ 14 xuất xứ từ giáo xứ Châu Sơn, giáo phận Ban Mê Thuột. Tân linh mục chọn châm ngôn: "Xin đừng làm rạng rỡ danh con, nhưng xin cho danh Ngài rạng rỡ. Trước khi được truyền chức linh mục gần hai tháng, ngày 6 tháng 1 năm 2000, Phó tế Nguyễn Huy Bắc được gửi đến hỗ trợ mục vụ tại Giáo xứ Phước Long, hỗ trợ cho linh mục Gioan Baotixita Nguyễn Văn Hậu.
Sau khi được thụ chức linh mục, ông được bổ nhiệm giữ chức linh mục Phó xứ Phước Long, giáo hạt Phước Long, và một năm sau đó, trở thành linh mục Quản xứ. Cùng trong giai đoạn từ năm 2001 đến năm 2007, ông kiêm các chức danh Quản nhiệm các Giáo xứ Đức Hạnh (từ 2002 đến 2005), Sông Bé và Nhơn Hòa cùng các giáo họ biệt lập: Đặc Ân, Khắc Khoan, Phú Văn, Sơn Giang và Sơn Long. Do hoàn cảnh chiến sự, giáo xứ Phước Long mất toàn bộ cơ sở vật chất và giáo dân tản mác, chỉ còn lại một nghĩa trang trống. Giáo xứ này sau đó được tái lập năm 1991, sau khi chiến sự đã san phẳng nhà thờ vào năm 1975 và linh mục Phêrô Trần Đức Sâm, chính xứ, mất tích. Nhà thờ được tái cấp phép xây dựng năm 1996 và linh mục quản nhiệm là Phaolô Võ Quốc Ngữ, chính xứ. Linh mục Nguyễn Văn Hậu chính thức quản nhiệm từ năm 1999. Hai ngày sau khi phó tế Nguyễn Huy Bắc đến hỗ trợ mục vụ, linh mục Hậu được thuyên chuyển, và linh mục Ngữ trở lại làm chính xứ kể từ ngày 10 tháng 1 năm 2000. Giai đoạn này, Giáo xứ có sự hiện diện của Dòng Nữ vương Hòa Bình. Linh mục Nguyễn Huy Bắc chính thức trở thành quản xứ vào ngày 23 tháng 11 năm 2001, vì linh mục Ngữ được chấp nhận nghỉ hưu vì lý do tuổi tác và sức khỏe.
Thời kỳ làm linh mục Quản xứ Phước Long, linh mục nguyễn Huy Bắc được ghi nhận đã tiếp tục chương trình phát triển giáo xứ về cơ sở vật chất và đời sống tôn giáo của giáo dân giáo xứ. Năm 2004, ông cho khởi sự mở rộng phần Cung Thánh, và năm 2005, cho xây dựng Nhà xứ Phước Long. Năm 2006, nhờ sự giúp đỡ của giáo dân, ông cho xây dựng Nhà sinh hoạt cũng như hàng rào khuôn viên Nhà thờ. Năm 2008, ông cho nâng cấp tượng đài Thánh Anrê Trần An Dũng Lạc và Thư viện, cũng như cho di dời và đồng nhất về mặt kiến trúc khu nghĩa trang. Linh mục Bắc cho xây dựng tháp chuông và tôn tạo lại kiến trúc nhà thờ vào năm 2009. Kể từ tháng 7 năm 2005, giáo xứ có sự hỗ trợ của linh mục Ða Minh Trần Ðình Thăng. Sau khi nhận bổ nhiệm du học, ngày 4 tháng 5 năm 2010, Tòa giám mục chọn linh mục Giuse Lưu Thanh Kỳ kế nhiệm linh mục Bắc làm Quản xứ Phước Long. Trong giai đoạn từ năm 2007 đến năm 2010, ông kiêm chức quản nhiệm Trung tâm Hành Hương Đức Mẹ Thác Mơ. Trước đó, với tư cách linh mục Phước Long, linh mục Bắc đã tiến hành xây dựng lại lễ đài, cổng chính và tường rào của Trung tâm này vào năm 2004.

### Du học và thành viên các Uỷ ban Giáo lý
Linh mục Bắc sau đó được đi du học tại Philiipines trong bốn năm. Theo nguồn tin từ Hội đồng Giám mục Việt Nam, trong hai năm đầu tiên, tại Học viện Đời sống Thánh Hiến Á Châu (Institute for Consecrated Life in Asia) và tốt nghiệp với học vị thạc sĩ Truyền giáo, trong khi hai năm liền sau đó, du học tại Trung tâm Nghiên Cứu Don Bosco (Don Bosco Center of Studies) và tốt nghiệp văn bằng Thạc sĩ Huấn giáo. Theo Văn phòng Báo chí Tòa Thánh, Linh mục Bắc theo học tại Đại học Giáo hoàng Thánh Tôma tại Manila, Philippines từ năm 2010 đến năm 2012 và tốt nghiệp Thạc sĩ Truyền giáo và văn bằng Thạc sĩ Huấn Giáo sau khi theo học tại Trung tâm Nghiên cứu Don Bosco tại Manila trong hai năm 2013 và 2014. Thời gian du học, linh mục Bắc đối diện với hoàn cảnh thiếu thốn và khó khăn, về việc ăn uống và địa điểm sinh hoạt.
Sau khi trở về Việt Nam, từ năm 2014 đến khi được bổ nhiệm chức Giám mục, ông là Trưởng Ban Giáo lý Đức Tin giáo phận Ban Mê Thuột, kiêm chức Giám đốc Trung tâm Mục vụ Giáo phận Ban Mê Thuột. Linh mục Bắc còn là thành viên Ban Tư vấn Giáo phận Ban Mê Thuột. Song song với các chức danh tại Ban Mê Thuột, ông là Trưởng ban Giáo lý giáo tỉnh Huế và Phó ban Giáo lý cấp quốc gia, thuộc Hội đồng Giám mục Việt Nam, kể từ năm 2017. Về chức Phó ban Giáo lý cấp quốc gia, linh mục Giuse Nguyễn Đức Cường, sau là giám mục Thanh Hoá, từng đảm nhận từ năm 2014 đến năm 2017.
Về việc đào tạo giáo lý viên, Linh mục Nguyễn Huy Bắc giảng dạy hai môn Kinh Thánh và Lãnh Đạo Giáo Lý Viên cho lớp Giáo lý viên Nòng cốt V vào năm 2022.

## Thời kỳ Giám mục

### Bổ nhiệm và chúc mừng
Tháng 7 năm 2023, có nguồn tin đồn đoán việc linh mục Nguyễn Huy Bắc được chọn làm Giám mục. Nói về sự chuẩn bị của mình trong tiến trình bổ nhiệm chức giám mục, Giám mục Nguyễn Huy Bắc cho biết ông có tham dự ít nhiều vào quá trình này, một quá trình mà theo ông là có những lúc ồn ào nhưng có những lúc im lặng cách lạ thường. Nhằm chuẩn bị trả lời đề nghị bổ nhiệm giám mục từ Tòa Thánh, ông đã dành vài ngày cầu nguyện. Vào lần cuối cùng vấn ý bổ nhiệm Giám mục, Tòa Thánh đã hỏi linh mục Bắc về việc hy sinh việc giảng dạy giáo lý và sinh hoạt cho thiếu nhi Công giáo để đảm nhận sứ vụ khác. Linh mục Bắc đã xin được suy nghĩ thêm một ít ngày trước khi chính thức trả lời Giáo hoàng về quyết định của ông.(32:45)
Đầu tháng 7 năm 2024, khi giáo hoàng vấn ý về ngày công bố bổ nhiệm chức giám mục, linh mục Nguyễn Huy Bắc, với lòng sùng kính Đức Mẹ Maria, đã chọn ngày lễ mang tên Đức Mẹ Hoa Hồng, nhằm ngày 13 tháng 7. Ngày 13 tháng 7 năm 2024, Văn phòng Báo Chí Toà Thánh loan tin Giáo hoàng đã bổ nhiệm linh mục Gioan Baotixita Nguyễn Huy Bắc làm Giám mục chính toà Ban Mê Thuột.
Việc bổ nhiệm đã kết thúc quãng thời gian trống tòa hai năm của giáo phận, kể từ khi nguyên Giám mục giáo phận Vinh Sơn Nguyễn Văn Bản được thuyên chuyển làm Giám mục chính toà Giáo phận Hải Phòng. Tân giám mục trở thành Giám mục chính toà thứ năm của Giáo phận Ban Mê Thuột, quản lý một giáo phận gồm 288 linh mục (228 linh mục triều), được chia thành 8 giáo hạt và 118 giáo xứ. Giáo phận thuộc về ba tỉnh hành chính, trọn hai tỉnh Đắk Lắk và Đắk Nông và một phần tỉnh Bình Phước, với số giáo dân nhiều thứ ba tại Việt Nam.(1:18:50) Theo số liệu năm 2024, giáo phận phân chia gồm 8 giáo hạt, 118 giáo xứ, 77 giáo họ độc lập. Về mặt nhân sự, gồm 281 linh mục, hơn 1.000 tu sĩ và 481.000 giáo dân. Việc bổ nhiệm cũng chấm dứt chức Giám quản Tông Tòa Giáo phận Ban Mê Thuột của Giám mục Nguyễn Văn Bản, sau thời gian gần hai năm bốn tháng đảm nhận.
Nhân dịp bổ nhiệm Giám mục tân cử, Giám mục tiền nhiệm Vinh Sơn Nguyễn Văn Bản đã gửi thư đến cộng đoàn tín hữu Giáo phận Ban Mê Thuột loan báo tin này, đồng thời đề nghị các Giáo xứ trong giáo phận rung một hồi chuông dài mừng tin vui này vào sáng ngày 14 tháng 7. Sau khi tin bổ nhiệm được công bố, Giám mục Giám quản Nguyễn Văn Bản, giám mục tân cử Nguyễn Huy Bắc, các linh mục Tổng Đại diện, Ban Tư Vấn và trưởng các Ban Mục vụ và các nữ tu đã có một cuộc họp vào sáng ngày 15 tháng 7 tại Tòa giám  mục để bàn thảo dự định lễ tấn phong giám mục Tân cử. Kết quả ấn định nghi thức tuyên xưng Đức Tin diễn ra vào chiều ngày 21 tháng 8 tại Tòa giám mục, và lễ tấn phong dự định cử hành sáng ngày 22 tháng 8 năm 2024 tại Trung tâm Mục vụ Giáo phận Ban Mê Thuột. Giám mục Giám quản Nguyễn Văn Bản cũng cử hành lễ chia tay giáo phận sáng ngày 21 tháng 8 và chính thức rời giáo phận ngày 9 tháng 9, cũng theo nội dung thông cáo kết quả cuộc họp.
Ngày 14 tháng 8 năm 2024, đoàn đại biểu chính quyền tỉnh Đắk Lắk do bà Chủ tịch Hội đồng Nhân dân tỉnh Huỳnh Thị Chiến Hòa dẫn đầu đã đến chào thăm và chúc mừng tân giám mục. Ban Dân vận Trung ương có chuyến viếng thăm và chúc mừng giám mục tân cử vào sáng ngày 16 tháng 8. Dẫn đầu đoàn là ông Đỗ Văn Phới, Phó Trưởng Ban Dân vận Trung ương.  Dòng Nữ vương Hòa Bình cho phát hành bản ghi âm bài hát do Giám mục Tân cử phát hành vào ngày 19 tháng 8 cùng năm, mang tựa đề Tạ Ơn Chúa, trình bày bởi nữ tu Maria Lệ Nghĩa, M.R.P. và Thiên Cầm.

### Huy hiệu và khẩu hiệu
Giám mục Tân cử chọn cho mình khẩu hiệu Có Chúa cùng hoạt động (tiếng Latinh: Domino Cooperante), theo ý tưởng từ câu Thánh Kinh, theo sách Mác-cô: Còn các Tông Đồ thì ra đi rao giảng khắp nơi, có Chúa cùng hoạt động với các ông, và dùng những dấu lạ kèm theo mà xác nhận lời các ông rao giảng (Mc 16,20). Huy hiệu của Giám mục Tân cử có nền xanh lá, hình ảnh núi rừng đại diện cho giáo phận. Hình ảnh ba ngọn núi [trong ảnh nền], đại diện cho ba tỉnh hành chính thuộc về địa giới hành chính Công giáo (lãnh thổ Giáo luật) Giáo phận Ban Mê Thuột; với núi lớn là Đăk Lăk (tỉnh có lượng giáo dân bằng một nửa tổng số của giáo phận), hai ngọn núi nhỏ đại diện cho Đăk Nông và Bình Phước. Ngoài ra, có ba hình ảnh đặt ở trung tâm [huy hiệu] theo chiều dọc, đại diện cho ý tưởng ba nguồn mạch: Thánh Thần-Thánh Thể-Thánh Kinh. Hình chim bồ câu và bảy vạch màu (biểu trưng cho sự hiện diện của Chúa Thánh Thần [qua 7 ơn Chúa Thánh Thần]; Chén Thánh và Bánh Thánh (biểu trưng cho Bí tích Thánh Thể) và một quyển sách đang mở (biểu trưng cho Kinh Thánh). Khẩu hiệu và huy hiệu được công bố vào ngày 18 tháng 7 năm 2024.
Một bài hát với tiêu đề khẩu hiệu của Giám mục Tân cử đã được cho phổ biến vào ngày 12 tháng 8 năm 2024. Tác giả là nhạc sĩ Vinam, trình bày bởi nữ tu Maria Lệ Nghĩa, MRP.

### Các buổi phỏng vấn
Hội đồng Giám mục Việt Nam đã có buổi phỏng vấn Giám mục Tân cử Nguyễn Huy Bắc và công bố nội dung cuộc phỏng vấn này vào ngày 26 tháng 7. Nói về cảm nhận về việc bổ nhiệm, Giám mục Tân cử cho biết ông vừa vui mừng vừa lo lắng, và đánh giá [chức vụ giám mục] là một trách nhiệm nặng nề. Nói về bối cảnh truyền giáo tại một giáo phận có đông di dân và đồng bào dân tộc thiểu số, Giám mục Bắc cho biết đó là một khó khăn và là một thách thức cho nhiệm vụ giám mục. Ông cho biết mình mong muốn các tín hữu Công giáo di dân và những người dân tộc không những trở thành người Công giáo, mà còn được chăm sóc về mặt tôn giáo. Ông cho rằng để hiện thực hóa điều này, cần có một định hướng dài lâu và những chương trình mục vụ hiệu quả. Nhắc nhớ đến kinh nghiệm một thập niên đảm tách chức Giám đốc Trung tâm Mục Vụ Giáo phận Ban Mê Thuột và Trưởng ban Giáo lý Giáo phận, Giám mục Tân cử Nguyễn Huy Bắc cho biết ông được biết những nhu cầu về đời sống tôn giáo của các tu sĩ cũng như giáo dân và hy vọng nhờ kinh nghiệm này, thiết lập được đĩnh hướng mục vụ cho giáo phận. Về chức trưởng ban Giáo lý, ông cho biết đã chú trọng đào tạo giáo lý viên và giảng dạy giáo lý viên các môn học về truyền giáo. Nói về việc trở thành người quản lý giáo phận Ban Mê Thuột, Giám mục Bắc cho biết ông đang cố thực hiện hai mong muốn: duy trì, phát huy các thành quả của các [giám mục] tiền nhiệm và xây dựng các hoạt động mục vụ dựa vào góp ý của các cộng sự viên cũng như định hướng của các giám mục tiền nhiệm.
Báo Công giáo và Dân tộc đã có cuộc phỏng vấn với Giám mục Tân cử và công bố vào ngày 8 tháng 8. Được hỏi về cảm xúc khi đón nhận tin bổ nhiệm, Giám mục Bắc cho rằng ngoài việc lo lắng và vui mừng, ông đánh giá sứ vụ giám mục là quá lớn và đầy thách đố. Nói về việc truyền giáo và chăm sóc đời sống cho các giáo dân người dân tộc, Giám mục Bắc cho biết việc này đang được chú trọng thực hiện. Ông cho rằng việc chăm sóc cho các giáo dân về vật chất và tinh thần trên tinh thần bảo tồn các giá trị riêng của từng dân tộc đòi hỏi sự tế nhị và khéo léo và nỗ lực sẽ là không đủ để thực hiện việc này. Nói về vận dụng văn hóa địa phương vào công tác truyền giáo cũng nhưng phụng tự, Giám mục Bắc cho biết việc vận dụng các văn bản của công đồng và tài liệu của Giáo hội Công giáo còn hạn chế và cần phân định dưới sự ảnh hưởng của Chúa Thánh Thần nhằm tránh đi những sai lầm và đạt được hiệu quả trong việc hội nhập văn hóa. Riêng về nhân sự cho việc này, Giám mục đánh giá các chủng sinh, tu sĩ và linh mục trẻ là những người tiên phong và giữ vai trò chủ chốt trong công cuộc này.
Bài phỏng vấn của Ban Văn hóa và Truyền Thông giáo phận Ban Mê Thuột với Giám mục Tân cử Nguyễn Huy Bắc được công bố ngày 15 tháng 8 năm 2024. Nói về sự ảnh hưởng của thánh quan thầy Gioan Baotixita trong đời, Giám mục Bắc cho biết do lời khẳng định của Chúa Giêsu về thánh Gioan và lời của thánh nhân, ông luôn tự nhắc mình về vị thế, giới hạn,... của mình và không nhận những gì không thuộc về bản thân, sống và làm tròn nghĩa vụ. Nhận định về tương lai của giới trẻ Công giáo thuộc Giáo phận Ban Mê Thuột, Giám mục Bắc cho rằng ông có duyên với giới trẻ vì bối cảnh ngày bổ nhiệm có liên quan đến hai sự kiện giới trẻ, cũng như các giáo viên Công giáo. Nói về những khó khăn mà việc sinh hoạt [tôn giáo] cho giới trẻ Công giáo gặp phải, Giám mục Bắc dẫn hai nguyên nhân: nội dung sinh hoạt tôn giáo chưa đủ hấp dẫn và vì nhu cầu việc làm dẫn đến những người trẻ rời địa phương. Nói về định hướng mục vụ cho giáo phận, Giám mục Bắc đánh giá đây là một khó khăn cũng như là một cơ hội. Những khó khăn gồm việc cần sức khỏe và thời gian di chuyển và bối cảnh thi hành mục vụ đa văn hóa và đa sắc tộc, theo ông là nhạy cảm. Ông khẳng định đã nghĩ đến ngày ngọc khánh giáo phận trong kỳ tĩnh tâm.

### Nghi thức Tuyên xưng Đức Tin và lễ tấn phong
Trong kết quả buổi họp ngày 15 tháng 7 năm 2024, với sự điều hành của Giám mục Giám quản Nguyễn Văn Bản đã ấn định nghi thức tuyên xưng Đức Tin diễn ra vào chiều ngày 21 tháng 8 tại Tòa giám mục, và lễ tấn phong dự định cử hành sáng ngày 22 tháng 8 năm 2024 tại Trung tâm Mục vụ Giáo phận Ban Mê Thuột. Giống như lý do ngày công bố tin bổ nhiệm có liên quan đến Đức Bà Maria, Giám mục Tân cử chọn ngày lễ Đức Maria Trinh Nữ Vương (22 tháng 8) làm ngày tấn phong. Cũng chính vào ngày này, vào năm 1967, Giám mục Tiên khởi Ban Mê Thuột Phêrô Nguyễn Huy Mai đã chính thức nhận giáo phận. Thông báo về lễ tấn phong được công bố công khai vào ngày 3 tháng 8, với nội dung ngày lễ được xác nhận bằng chữ ký của Giám mục Nguyễn Văn Bản.
Giám mục Tân cử Nguyễn Huy Bắc đã tham dự lễ tạ ơn kết thúc nhiệm vụ tại Ban Mê Thuột của giám mục Giám quản Nguyễn Văn Bản. Nghi thức Tuyên xưng Đức Tin được cử hành vào lúc 17 giờ chiều cùng và được truyền hình trực tuyến. Chủ sự nghi thức là Giám mục Gioan Đỗ Văn Ngân. Cùng ký vào các văn bản để đệ trình giáo hoàng Phanxicô cùng giám mục tân cử còn có Tổng giám mục Đại diện Tòa Thánh tại Việt Nam Marek Zalewski và giám mục Đỗ Văn Ngân. Ngoài giám mục tân cử, giám mục chủ sự và tổng giám mục đại diện Tòa Thánh, một số giám mục khác cũng đã tham dự buổi nghi thức này, cùng các linh mục, chủng sinh, tu sĩ và giáo dân thuộc giáo phận Ban Mê Thuột. Tổ chức sau nghi thức Tuyên xưng, một buổi "hoan ca" nhằm chào mừng lễ tấn phong được tổ chức vào 18 giờ cùng ngày.
Lễ tấn phong Giám mục cũng được truyền hình trực tuyến trên kênh truyền thông Hội đồng Giám mục Việt Nam. Chủ phong cho tân giám mục là Giám mục Giám quản Vinh Sơn Nguyễn Văn Bản, hai giám mục phụ phong Giuse Nguyễn Đức Cường và Giuse Huỳnh Văn Sỹ. Theo số liệu từ website giáo phận Ban Mê Thuột, tổng cộng, có 28 giám mục Việt Nam, khoảng gần 400 linh mục và 10.000 giáo dân đã tham dự lễ tấn phong, vốn được tổ chức tại Trung tâm Mục vụ Giáo phận Ban Mê Thuột. Có các đại diện tôn giáo khác và chính quyền ba tỉnh Bình Phước, Đắk Nông và Đắk Lắk đến tham dự buổi lễ. Theo số liệu của Hội đồng Giám mục Việt Nam, ngoài ba giám mục chủ và phụ phong, Tổng giám mục Marek Zalewski và Chủ tịch Hội đồng Giám mục Việt Nam Giuse Nguyễn Năng thì còn có 25 giám mục khác đồng tế (tổng số giám mục là 30) và ước lượng 250 linh mục đồng tế trong lễ này.

### Các lễ tạ ơn và Mục vụ năm 2024
Tân giám mục đã cử hành lễ tạ ơn tại giáo xứ quê hương Châu Sơn vào ngày 24 tháng 8, nhà thờ chính tòa Ban Mê Thuột vào ngày 25 tháng 8 năm 2024. Lễ Tạ ơn tại Nhà thờ chính tòa được xem là lễ khởi đầu sứ vụ của tân giám mục.
Theo ý kiến của Giám mục Bắc, Giáo phận Ban Mê Thuột tổ chức hai xe khách để cùng đi, tiễn giám mục tiền nhiệm, nguyên giám quản Nguyễn Văn Bản về lại Giáo phận Hải Phòng. Việc này dự kiến diễn ra vào ngày 9 tháng 9, theo thông báo của Tòa giám mục Ban Mê Thuột đề ngày 26 tháng 8 năm 2024. Giám mục Nguyễn Huy Bắc làm trưởng đoàn giáo phận Ban Mê Thuột gồm 80 người tham gia đoàn. Phái đoàn đã đến thăm các cơ sở tôn giáo bị hư hại, đồng tế và tham dự lễ kỷ niệm 31 năm linh mục của Giám mục Bản. Cá nhân Giám mục Bắc có gặp mặt ông Đoàn Văn Vươn ở Hải Phòng. Giám mục Bắc đại diện đoàn gửi các phần quà thăm hỏi hỗ trợ các cơ sở tôn giáo bị hư hại do Bão Yagi tại Hải Phòng.
Giám mục Nguyễn Huy Bắc cũng cử hành hai lễ tạ n tại Đài Đức Mẹ Lộ Đức, giáo xứ Thánh Linh vào ngày 13 tháng 9, và tại Trung tâm Hành Hương, Đồi Thánh tâm, thuộc giáo xứ Xã Đoài, giáo hạt Đăk Mil vào ngày 14 tháng 9. Giám mục Bắc cũng cử hành lễ tạ ơn tại giáo xứ Long Điền vào ngày 13 tháng 10 năm 2024.
Trước tình hình bão lũ tại miền Bắc Việt Nam, ngày 15 tháng 9 năm 2024, Giám mục Bắc ra thư mục vụ gửi các giáo sĩ, tu sĩ và giáo dân Giáo phận Ban Mê Thuột nhằm kêu gọi cứu trợ cho các nạn nhân chịu ảnh hưởng của cơn bão Yagi. Giám mục Nguyễn Huy Bắc tham dự, chủ sự giờ Chầu Thánh Thể vào ngày khai mạc (16 tháng 9 năm 2024) của Hội nghị thường niên lần II năm 2024 của Hội đồng Giám mục Việt Nam tại Trung tâm Thánh Mẫu Tà Pao. Chương trình cứu trợ chính thức kết thúc ngày 22 tháng 9, và giám mục Bắc đã viết một thư ngỏ cảm ơn việc cứu trợ cũng như thông báo chính thức về việc kết thúc chương trình này vào ngày 21 tháng 9.
Giám mục Nguyễn Huy Bắc đã chấp thuận đơn từ nhiệm của linh mục Tổng Đại diện Stephanô Nguyễn Văn Đậu và bổ nhiệm tân Tổng đại diện là linh mục Phêrô Nguyễn Văn Thái vào cuối cuộc tĩnh tâm linh mục giáo phận Ban Mê Thuột vào giữa tháng 11 năm 2024.

## Tông truyền
Giám mục Gioan Baotixita Nguyễn Huy Bắc được tấn phong giám mục năm 2024, thời Giáo hoàng Phanxicô, bởi:
- Giám mục chủ phong: Giám mục Vinh Sơn Nguyễn Văn Bản, giám mục chính tòa giáo phận Hải Phòng.
- Hai giám mục phụ phong: Giám mục Giuse Nguyễn Đức Cường, giám mục chính tòa giáo phận Thanh Hóa và giám mục Giuse Huỳnh Văn Sỹ, giám mục chính tòa giáo phận Nha Trang.

Dưới đây là sơ đồ tính Tông truyền từ giám mục Việt Nam đầu tiên được giám mục ngoại quốc chủ phong cho đến đời Giám mục Nguyễn Huy Bắc.
Giám mục Gioan Baotixita Nguyễn Huy Bắc là giám mục phụ phong cho giám mục:
- Năm 2024, giám mục Đa Minh Nguyễn Tuấn Anh, hiện là Giám mục phụ tá Giáo phận Xuân Lộc.
- Năm 2024, giám mục Giuse Vũ Công Viện, hiện là Giám mục phụ tá Tổng giáo phận Hà Nội.
- Năm 2025, giám mục Phaolô Nguyễn Quang Đĩnh, hiện là Giám mục phụ tá Giáo phận Hưng Hóa